# Список рек Ганы
Список рек государства Гана в Западной Африке. Гана делится на две области водосбора: больше половины территории относится к водосборному бассейну реки Вольта, а оставшаяся выделяется в юго-западный бассейн. Другие исследователи отдельно указывают также бассейн приморских рек.
Бассейн Вольты на территории Ганы включает большие реки Чёрная Вольта, Белая Вольта, Красная Вольта и Оти. Наиболее значительными реками юго-западного бассейна являются Биа, Тано, Анкобра, Айенсу, Денсу, Наква, Пра и её приток Офин.

## Список рек по длине
В десять наиболее длинных рек Ганы, включая начинающиеся в других странах, входят:
1. Вольта — 1600 км[3] от истока Чёрной Вольты[4].
2. Чёрная Вольта — 1352 км[3].
3. Белая Вольта — 885 км[3], по другим данным, 1160 км[5].
4. Оти — 520 км[3], система Вольты.
5. Тано — 400 км[3]. Юго-западный водосборный бассейн
6. Красная Вольта — 320 км[3], по другим данным, 640 км[6].
7. Биа — 300 км[3], по другим данным, 260 км. Юго-западный водосборный бассейн
8. Пра — 240 км[3]. Юго-западный водосборный бассейн
9. Анкобра — 190 км[3]. Юго-западный водосборный бассейн
10. Денсу[англ.] — 116 км[3]. Юго-западный водосборный бассейн, по другой классификации, приморский бассейн[2].